# Rio das Pedras
Rio das Pedras este un oraș în São Paulo (SP), Brazilia.